# ماتیاس مولر نیلسن
ماتیاس مولر نیلسن (انگلیسی: Mathias Møller Nielsen؛ زادهٔ ۱۹ مارس ۱۹۹۴) دوچرخه‌سوار اهل دانمارک است.
وی در مسابقات کشوری و بین‌المللی در مجموع برندهٔ ۱ مدال طلا شده‌است.